# Ronnie Lester
Ronnie Lester, né le 1er janvier 1959 à Canton, dans l'État du Mississippi, est un ancien joueur et dirigeant américain de basket-ball. Il évolue durant sa carrière au poste de meneur. Il est devenu recruteur, puis assistant du manager général des Lakers.

## Palmarès
- Champion NBA 1985
- Vainqueur des Basket-ball aux Jeux panaméricains 1979